# نهر السون (الهند)
نهر السون (بالهندية: सोन नदी)، نهر يقع في وسط الهند ويعتبر ثاني أكبر الروافد الجنوبية لنهر الغانج بعد نهر يمونا، يوجد عدة سدود على النهر من بينها قناطر إندرابوري الذي بني سنة 1968 وسد بانساجار الذي بني سنة 2008، أول السدود على النهر كان سد بُني سنة 1873، تم إنشاء عدة جسور على النهر، يبلغ طول النهر 784 كيلومتر.

## معرض صور

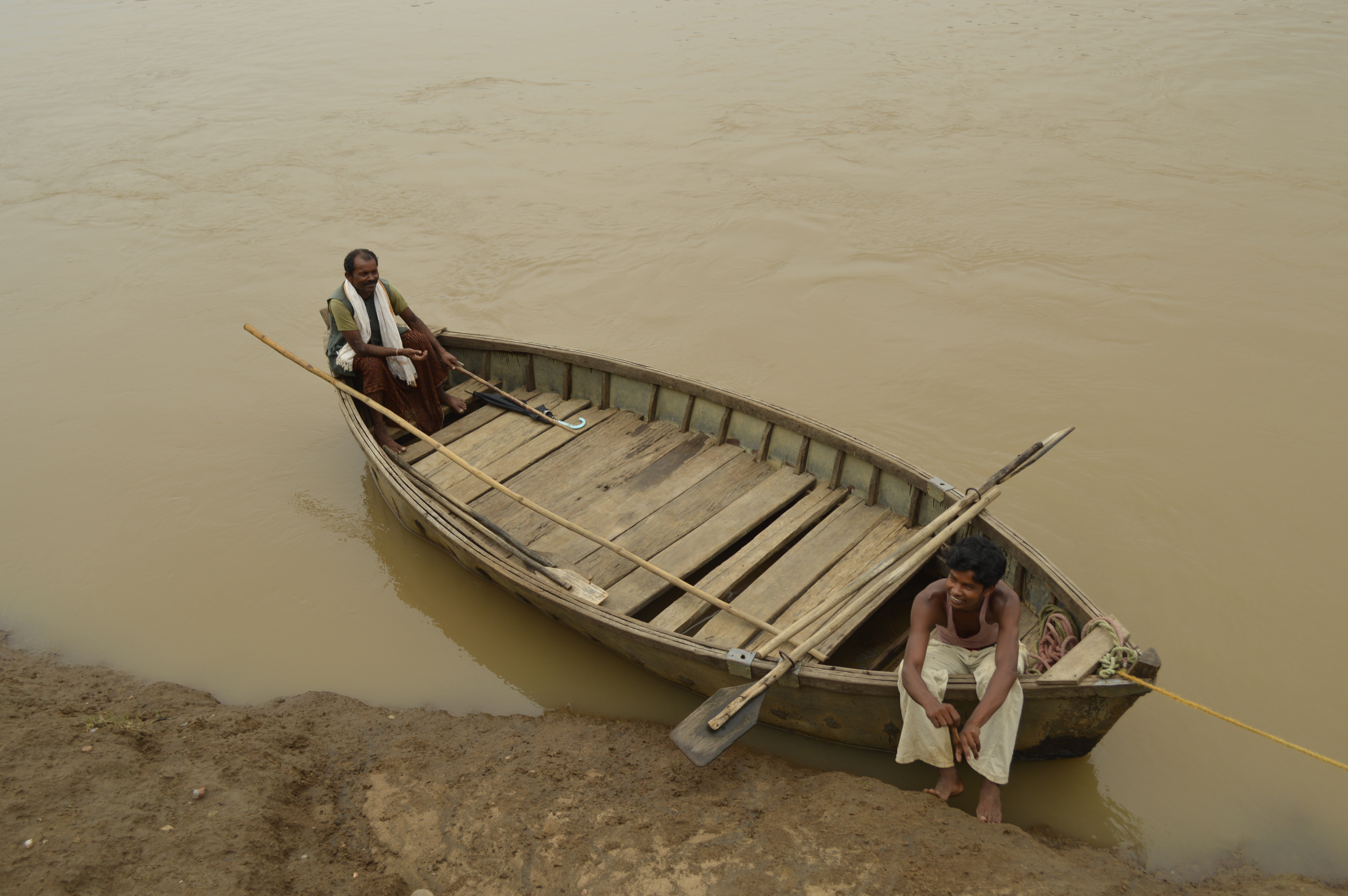
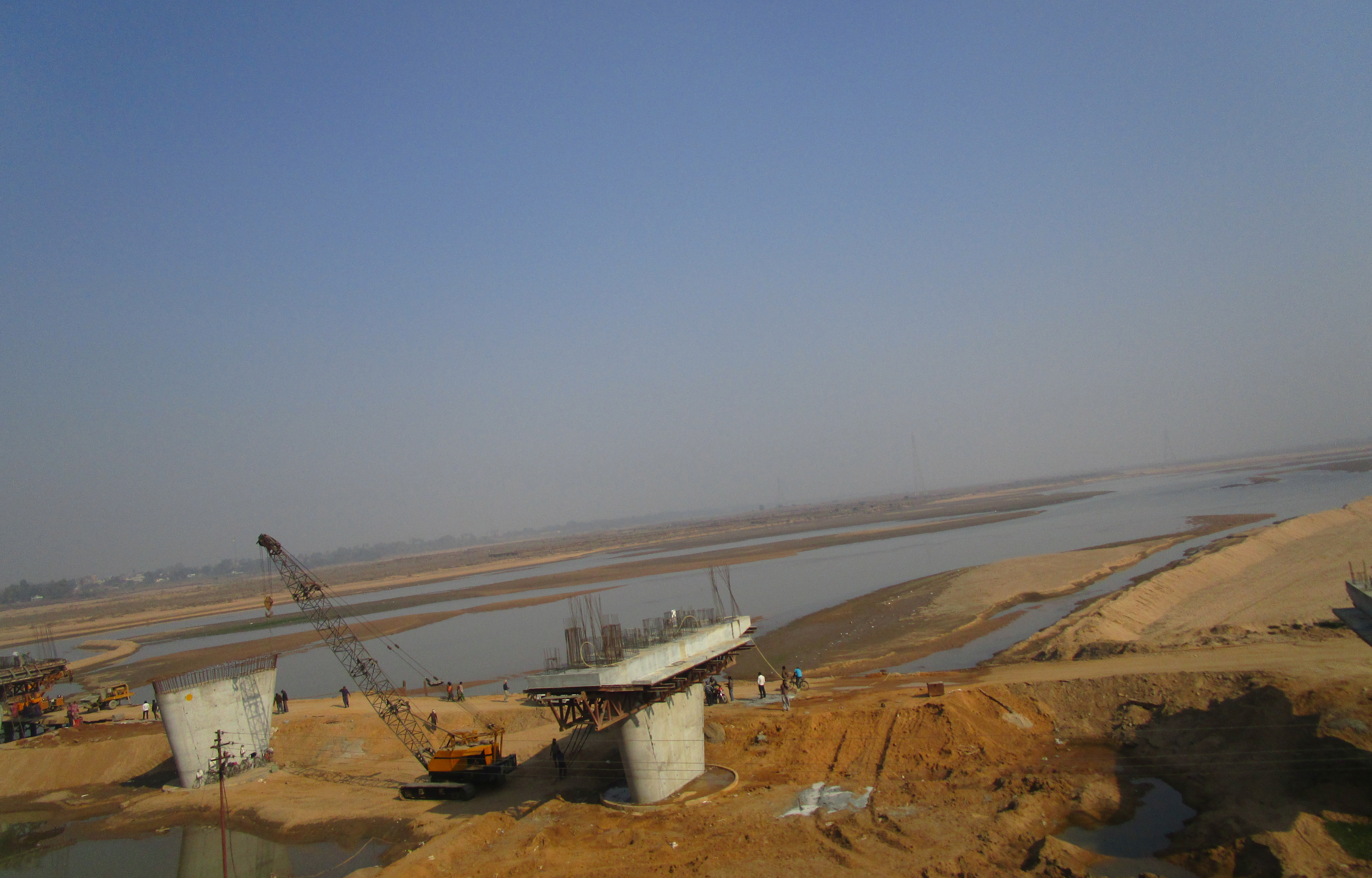
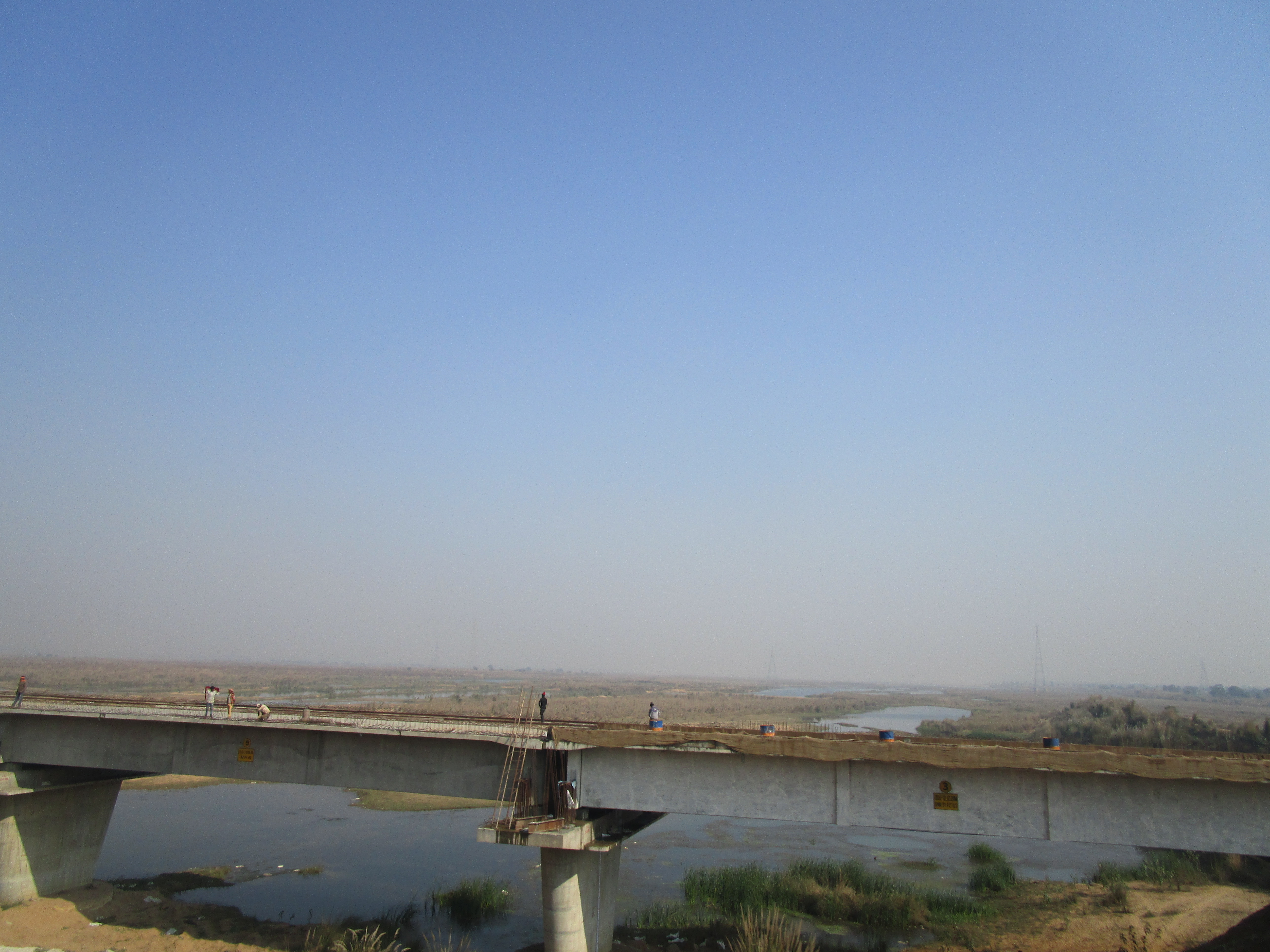